# Piazza Grande (Módena)
A Piazza Grande é a praça principal de Módena, situada em pleno centro histórico da cidade.

## Características
A praça encontra-se ao sul da Catedral de Módena, que, junto com a Torre Civica, formam um monumento declarado Patrimônio Mundial da UNESCO. No lado oriental da praça está o Pallazzo Comunale, edifício do Século XVI que uniu os antigos palácios medievais de Comune e de Ragione. O Palácio, que na Idade Média tinha mais torres, uma das quais chamada de torre mozza, mas graças a um terremoto que a destruiu, hoje apresenta uma formação em L.
No lado ocidental da praça encontra-se a parte posterior da Arquidiocese de Módena, enquanto que no lado sul meridional encontra-se um edifício moderno. Este edifício, obra do arquiteto Gio Ponti, substituiu um antigo edifício do palácio de justiça, no final do Século XI, no estilo românico.
No canto norte-oriental da Piazza Grande, vizinho ao Palazzo Comunale, encontra-se a Preda Ringadora (que em dialeto de Módena significa pedra da arenga), uma grande construção de mármore, de formato retangular, que provavelmente era um antigo edifício romano.

## A Idade Média
A Praça e os edifícios que a delimitam foram sendo construídos e modificados durante os séculos. Nos afrescos de Nicolò dell'Abate na sala do fogo no palácio comunal pode ser vista uma fantasiosa reconstrução da cidade romana de Mutina, no tempo do triumvirato, com a torre quadrada, que, de origem românica ou lombarda, segundo alguns, se estendia até o atual centro de Módena, além de uma representação do fórum, que não coincidia com a localização atual. A torre era a única construção que se sobressaía. Depois da morte do santo Geminiano, patrono da cidade, foi construída a sua tumba, ao redor da praça, fazendo parte do núcleo habitacional da cidade medieval. Aos finais do Século IX Ledoíno murou toda a cidade com a torre de guarda.
Em 1099 inicia-se a construção do novo Duomo e a piazza já começa a se delinear nos limites atuais: o Duomo ao norte, o Arcebispado a oeste e o Palácio comunal a leste, sendo toda a sede dos poderes políticos e religiosos encontrados nesta região.

## A restauração da Ghirlandina
Graças ao trabalho do município, proprietário dos dois edifícios, começaram as obras de restauração da catedral e da torre do sino em 2008, que sofreram alguns ferimentos. Enquanto os andaimes ao redor da catedral, que permaneceram ativos e podem ser visitados, revelaram a arquitetura e, em parte, também as famosas lajes [Wiligelmo], para esconder os andaimes da torre Ghirlandina, o município encomendou o artista Domenico Paladino uma controversa capa temporária que consiste em uma lona sobre a qual foram relatadas figuras geométricas de várias cores, que foram removidas em 2011.
A escolha provocou certa decepção em parte da cidadania, à qual o político modenês Carlo Giovanardi deu voz, reclamando dos gastos excessivos e inúteis e considerando a cobertura um bizarro e uma afronta à beleza da obra-prima da arquitetura românica. Gótico dos Mestres Campionesi em século XIII, símbolo da cidade e parte do complexo de Modenese considerado "Patrimônio Mundial" pela Unesco.